# Merrill-Fruchttaube

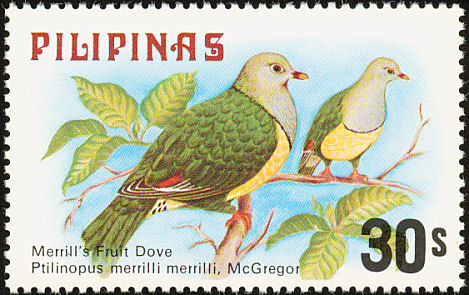
Merrill-Fruchttauben auf einer Briefmarke der Philippinen von 1979

Die Merrill-Fruchttaube (Ptilinopus merrilli) ist eine Art der Tauben. Sie kommt in zwei Unterarten ausschließlich auf den Philippinen vor.

## Erscheinungsbild
Die Merrill-Fruchttaube erreicht eine Körperlänge von 33 Zentimetern. Sie ist damit etwas größer als eine Lachtaube, aber etwas kompakter gebaut. Ein Geschlechtsdimorphismus besteht nicht.
Kopf, Hals und Brust sind hellgrau. Einige Individuen haben einen roten Farbfleck auf der Mitte des Scheitels. Der Rest der Körperoberseite ist kräftig grün. Die Brust wird durch ein dunkelgrünes Band vom Bauch abgetrennt. Der Bauch ist rahmgelb und auffallend heller als die Brust. Die Flanken sind grün. Die Unterschwanzdecke ist cremeweiß. Die Unterflügeldecken sind ockerfarben. Der Schnabel ist rot und hellt zur Spitze in ein Gelb auf. Die Iris ist rot. Die Füße sind rötlich.

## Verbreitung und Verhalten
Die Merrill-Fruchttaube ist eine endemische Art der nördlichen Philippinen. Hier Hauptverbreitungsgebiet ist Luzon. Sie kommt aber auch auf dem Polillo-Archipel, einer Inselgruppe im Nordosten der Philippinen, einigermaßen häufig vor. Sie gilt als eine nicht sehr häufige Art. Dies kann aber auch darauf zurückzuführen sein, dass sie auf Grund ihres Gefieders in den Bäumen nicht sehr stark auffällt. Ihr Lebensraum sind Tiefebenen und submontane Wälder bis in eine Höhe von 1.300 Meter. Das Nest wird niedrig in Bäumen errichtet. Das Gelege besteht nur aus einem Ei.

## Belege